# Didace de Vallinfreda
Le bienheureux Didace de Vallinfreda ou Diego Oddi, né Giuseppe Oddi (1839 - 1919), est un franciscain italien.

## Sa vie

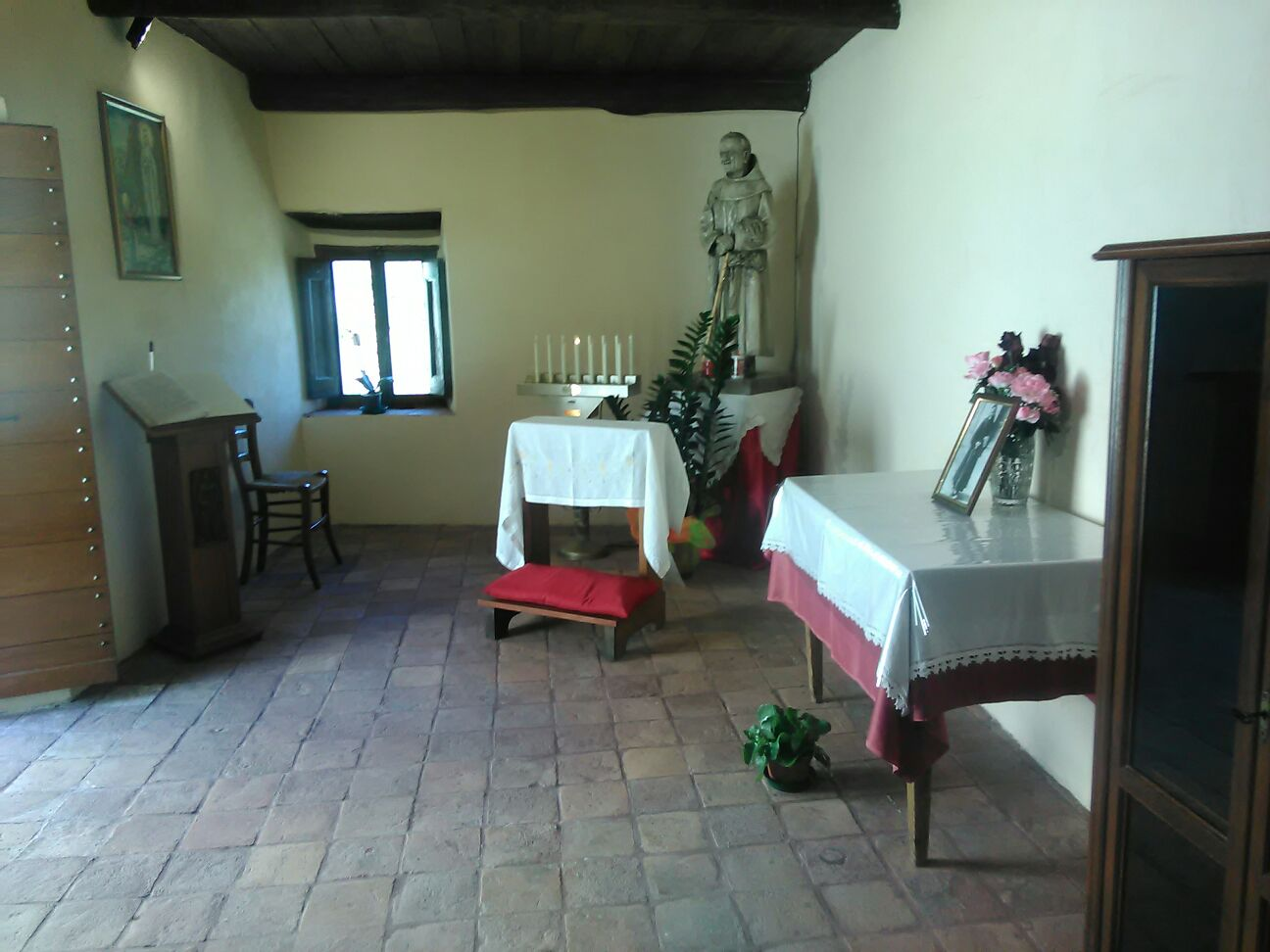
Maison natale du bienheureux à Vallinfreda.

Né à Vallinfreda près de Rome le 6 juin 1839, dans une famille très pauvre et très pieuse, il travaillait aux champs lorsqu'il entendit un appel mystérieux. Il avait alors 20 ans. 
Quelques mois plus tard, il fit une visite au couvent franciscain de Bellegra où il observa et apprécia la vie de prière des frères. 
Il attendit quatre années, et demanda conseil au frère Mariano da Roccacasale afin qu'il l'éclaire sur le sens de sa vocation. Mais il rencontra une vive opposition de ses parents, et dut encore patienter plusieurs années avant de pouvoir intégrer le couvent de Bellegra, en 1871 où il est accueilli comme tertiaire oblat. 
C'est en 1889 qu'il prononça ses vœux solennels. Ensuite, pendant tout le restant de sa vie, il sillonnera toute la région de Subiaco en tant que frère quêteur (en recherche de biens et d'argent pour son couvent et les pauvres).

## Spiritualité
Qualifié d'ange de la paix par ceux qu'il rencontrait, il était attiré par les indigents, les éprouvés, auxquels il apportait joie et réconfort. Diego fut un esprit serein, heureux, tout baigné de joie franciscaine et de simplicité. Analphabète, il puisait ses connaissances dans sa foi et sa prière permanente. 
Il a su toute sa vie unir prière et travail, silence et témoignage. Il meurt le 3 juin 1919.
« C'est un vrai fils de saint François » (Ecco un vero figlio di san Francesco), a dit de lui le Pape saint Pie X. 

## Béatification
Le 3 octobre 1999  à Rome  par le pape Jean-Paul II. Le même jour que Mariano da Roccacasale. Il est fêté le 3 juin.

## Source
- L'Osservatore Romano : 1999 n° 40 p. 1-3 -  n° 41 p. 2